# カーシー国
カーシー国（カーシーこく、サンスクリット: काशी / IAST:Kāśī）あるいはカーシ国（काशि / Kāśi）は古代インドの王国のひとつ。ガンジス川中流域に位置し、首都はヴァーラーナシーだった。十六大国のひとつにあげられるが、コーサラ国に滅ぼされた。後にカーシーはヴァーラーナシーの別名として使用されるようになった。

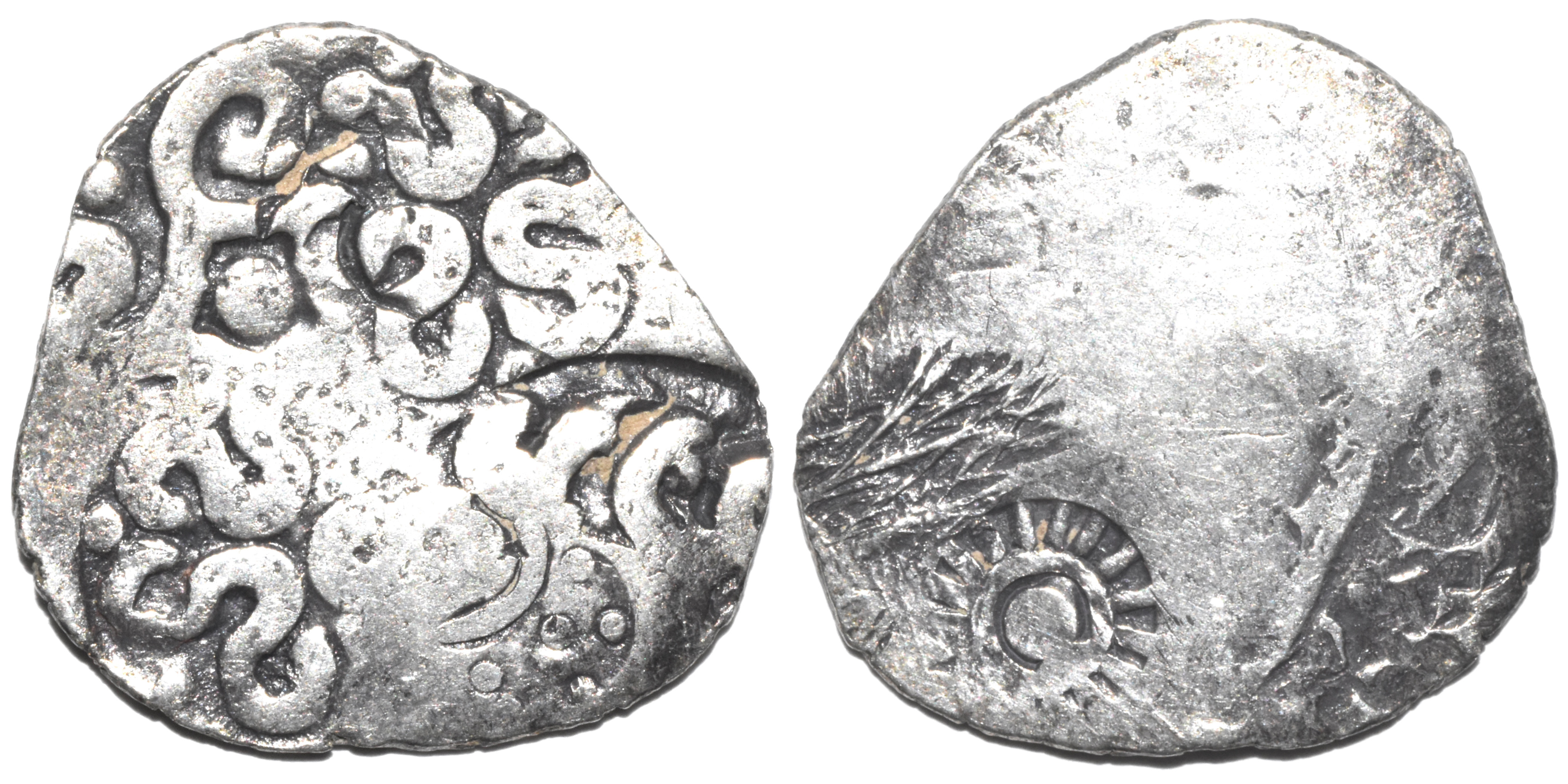
コーサラ支配下のカーシー国で発行されたヴィムシャティカ打刻印銀貨

## 成立に関する伝説
『バーガヴァタ・プラーナ』巻9によると、カーシ王朝は月種のアーユの子（プルーラヴァスの孫）のひとりであるクシャトラヴリッダの子孫とされる。クシャトラヴリッダの孫がカーシヤ、その子がカーシであった。カーシの曾孫のダンヴァンタリはアーユルヴェーダ医学の祖とされる。その曾孫がディヴォーダーサ、ディヴォーダーサの子がプラタルダナである。『ハリ・ヴァンシャ』の系図はかなり異なるが、カーシー国の王をクシャトラヴリッダの孫のカーシャの子孫とする点、ダンヴァンタリをアーユルヴェーダ医学の祖とする点では共通する。
『リグ・ヴェーダ』にカーシー国は登場しないが、10.179.2の作者が「ディヴォーダーサの子のプラタルダナ」と伝えられる。

## 後期ヴェーダ
後期ヴェーダ時代のカーシー国王アジャータシャトルはクシャトリヤ出身の思想家として知られる。『ブリハッド・アーラニヤカ・ウパニシャッド』の第2編はアジャータシャトル王とバラモンのガールギヤとの哲学的対話になっている。

## 叙事詩とプラーナ
『マハーバーラタ』巻13によると、カーシー国のハリヤシュヴァ王のときにハイハヤ族のヴィータハヴィヤがカーシー国に侵入し、王を殺した。カーシー国ではハリヤシュヴァの子のスデーヴァが王位を継承したが、彼もまたハイハヤ族に殺された。スデーヴァの子のディヴォーダーサはカーシー国王に即位すると再侵略に備えて首都ヴァーラーナシーを要塞化したが、やはりハイハヤ族に敗北し、祭官（プローヒタ）のバラドヴァージャとともに亡命した。ディヴォーダーサの子のプラタルダナはハイハヤ族を破った。
プラーナ文献にもディヴォーダーサとプラタルダナは登場するが、その伝えるところはかなり異なっている。『ハリ・ヴァンシャ』1.29によると、ヴァーラーナシーはヤドゥ族のバドラシュレーニャによって支配されていたが、ディヴォーダーサ王の時にバドラシュレーニャの100人の息子たちを殺して追い払い、ヴァーラーナシーを都とした。しかしラークシャサのクシェーマカの呪いによってディヴォーダーサはヴァーラーナシーを放棄してゴーマティー川の河畔に遷都した。一方バドラシュレーニャの子のドゥルダマは生きのびてハイハヤ族に育てられ、カーシー国を再び占領した。しかしディヴォーダーサの子のプラタルダナがドゥルダマを倒した。プラタルダナの孫のアラルカの時にようやくクシェーマカを倒してヴァーラーナシーを復興した。

## 仏典
カーシー国は十六大国のひとつとされているが、仏陀の時代にコーサラ国に滅ぼされた。仏陀が初めて教えを説いたサールナートはヴァーラーナシー郊外にある。コーサラ国のプラセーナジット王の妹 (Kosala Devi) がマガダ国のビンビサーラ王に嫁いだとき、カーシー国の村を持参金としている。